# Дженніфер Ґрей
Дженніфер Ґрей (англ. Jennifer Grey; нар. 26 березня 1960, Нью-Йорк) — американська акторка і танцюристка.

## Біографія
Виросла в родині акторів, її батько Джоел Ґрей — актор і режисер. По лінії батька — онука єврейського комедіанта Міккі Каца (Mickey Katz, справжнє ім'я Меєр (Мирон) Кац), 1909—1985 роки.
Вивчала акторську майстерність у Neighborhood Playhouse в Нью-Йорку. Найвідомішою роботою є роль Френсіс Гаусман у фільмі «Брудні танці», за яку номінована на премію «Золотий глобус». Іншими фільмами з Дженніфер Ґрей у головній ролі є: Вихідний день Ферріса Бюллера, Клуб «Коттон».
З фільмів, які йшли в Україні:
- «Татко гусак» — Една (голос) /Duck Duck Goose (2018)
- «Окремо» — Джозі / Untogether (2018)
- «Червоні дуби» — Джуді / Red Oaks (2014)
- «Брудні танці» — Бебі / Dirty Dancing (1987)
- «Вихідний день Ферріса Бюллера» — Джині Бюллер / Ferris Bueller's Day Off (1986)
- «Клуб „Коттон“» — Петсі Двайр / The Cotton Club (1984)[7]

## Особисте життя
Ґрей мала стосунки з акторами Майклом Фоксом, Джонні Деппом, Вільямом Болдвіном і тодішнім помічником президента Клінтона Джорджем Стефанопулосом.
21 липня 2001 одружилася з Кларком Греггом, 3 грудня 2001 року народила доньку Стеллу. Вони живуть у Венеції, Каліфорнія.

## Фільмографія
| Рік  | Назва                               | Роль                    | Примітки                                                                                           |
| ---- | ----------------------------------- | ----------------------- | -------------------------------------------------------------------------------------------------- |
| 1984 | Reckless                            | Cathy Bennario          | |
| 1984 | Red Dawn                            | Toni Mason              | |
| 1984 | The Cotton Club                     | Patsy Dwyer             | |
| 1984 | ABC Afterschool Special             | Carol Durate            | Episode: «The Great Love Experiment»                                                               |
| 1985 | ABC Afterschool Special             | Laura Eller             | Episode: «Cindy Eller: A Modern Fairy Tale»                                                        |
| 1985 | American Flyers                     | Leslie                  | |
| 1986 | Вихідний день Ферріса Бюллера       | Jeanie Bueller          | |
| 1986 | Праведник                           | Valerie Jacobs          | Episode: «A Community of Civilized Men»                                                            |
| 1987 | Брудні танці                        | Frances «Baby» Houseman | Golden Globe nomination for Best Performance by an Actress in a Motion Picture — Comedy Or Musical |
| 1988 | Gandahar                            | Airelle (voice)         | |
| 1989 | Bloodhounds of Broadway             | Lovey Lou               | |
| 1990 | Murder in Mississippi               | Rita Schwerner          | ТВ-фільм                                                                                           |
| 1990 | Criminal Justice                    | Liz Carter              | ТВ-фільм                                                                                           |
| 1990 | If the Shoe Fits                    | Kelly Carter / Prudence | ТВ-фільм                                                                                           |
| 1991 | Eyes of a Witness                   | Christine Baxter        | ТВ-фільм                                                                                           |
| 1992 | Wind                                | Kate Bass               | |
| 1993 | A Case for Murder                   | Kate Weldon             | ТВ-фільм                                                                                           |
| 1995 | Друзі                               | Мінді                   | Епізод: «The One with the Evil Orthodontist»                                                       |
| 1995 | Fallen Angels                       | Ginger Allen            | Епізод: «A Dime a Dance»                                                                           |
| 1995 | The West Side Waltz                 | Robin Ouiseau           | ТВ-фільм                                                                                           |
| 1996 | Portraits of a Killer               | Elaine Taylor           | |
| 1996 | Lover's Knot                        | Megan Forrester         | |
| 1997 | Red Meat                            | Candice                 | |
| 1998 | Outrage                             | Sally Casey             | ТВ-фільм                                                                                           |
| 1998 | Since You've Been Gone              | Patty Reed              | ТВ-фільм                                                                                           |
| 1999 | It's Like, You Know...              | Herself                 | ТВ-фільм                                                                                           |
| 2000 | Bounce                              | Janice Geurrero         | |
| 2001 | Ritual                              | Dr. Alice Dodgson       | |
| 2006 | The Road to Christmas               | Claire Jameson          | ТВ-фільм                                                                                           |
| 2007 | John from Cincinnati                | Daphne                  | 3 епізоди                                                                                          |
| 2008 | Redbelt                             | Lucy Weiss              | |
| 2008 | Keith                               | Caroline                | |
| 2008 | Фінеас і Ферб                       | Dr. Gevaarlijk (голос)  | Епізод: «The Monster of Phineas-n-Ferbenstein/Oil on Candace»                                      |
| 2009 | Фінеас і Ферб                       | Louisa Patel (голос)    | Епізод: «Hide and Seek/That Sinking Feeling»                                                       |
| 2009 | Фінеас і Ферб                       | Бібліотекарка (голос)   | Епізод: «Phineas and Ferb's Quantum Boogaloo»                                                      |
| 2009 | The New Adventures of Old Christine | Трейсі                  | Епізод: «Love Means Never Having to Say You're Crazy»                                              |
| 2010 | Доктор Хаус (ТВ-серіал)             | Еббі                    | Епізод: «Unplanned Parenthood»                                                                     |
| 2010 | Танці з зірками                     | Herself                 | Переможниця, сезон 11                                                                              |
| 2011 | The Bling Ring                      | Iris Garvey             | ТВ-фільм                                                                                           |
| 2011 | Strictly Come Dancing               | Herself                 | Replacement judge for Len Goodman, series 9, week 6                                                |
| 2013 | The Wind Rises                      | Mrs. Kurokawa           | Voice role; English dub                                                                            |
| 2014 | In Your Eyes                        | Діана                   | |
| 2014 | Red Oaks                            | Judy                    | |